# Das Urteil – Jeder ist käuflich
Das Urteil – Jeder ist käuflich (Originaltitel: Runaway Jury) ist ein US-amerikanischer Thriller aus dem Jahr 2003. Der Film basiert auf dem Roman Das Urteil von John Grisham.

## Handlung
In einem Bürogebäude werden elf Menschen von einem Amokschützen erschossen; dabei benutzt der Schütze eine illegal gekaufte, halbautomatische Waffe. Nach zwei Jahren verklagt Celeste Wood, die Witwe eines der Getöteten, Vicksburg Firearms, den Hersteller der Waffe, mit Hilfe des Anwalts Wendell Rohr. Der Prozess ist für die Waffenlobby von größter Bedeutung, und so heuern die Waffenhersteller den skrupellosen Rankin Fitch als sogenannten Geschworenenberater an. Fitch soll helfen, eine für die Waffenlobby manipulierbare Jury zusammenzustellen. Zu diesem Zweck schüchtert er Geschworene ein und überwacht sie, um sie nach Bedarf subtil zu erpressen.
Mit in der Jury ist Nick Easter, der über seine Freundin Marlee beiden Prozessparteien anbietet, ihnen zum Preis von zehn Millionen Dollar das Urteil zu „verkaufen“, also eine für die jeweilige Seite günstige Juryentscheidung herbeizuführen. Tatsächlich erweist sich Nick gemeinsam mit Marlee als sehr geschickter Manipulator. Es entwickelt sich dabei ein Katz-und-Maus-Spiel zwischen den Parteien.
Fitch und Rohr stehen unter großem Druck, diesen wegweisenden Prozess zu gewinnen. Rohr verliert unverhofft seinen Hauptzeugen und verdächtigt Fitch, dass er hieran einen Anteil hat. Er stellt Fitch zur Rede, doch der verspottet ihn zynisch wegen seiner Moral. Rohr kommen Zweifel, ob er wirklich gewinnen kann, und er bittet seine Firma um zehn Millionen Dollar aus der Notfallreserve. Fitch teilt Nick bei einem Treffen mit, dass er auf den Deal eingehen werde. Zeitgleich versucht auf Anweisung Fitchs sein Mitarbeiter Janovich, Marlee „als Rückversicherung“ zu entführen. Diese kann sich jedoch erfolgreich zur Wehr setzen und erhöht daraufhin die Forderung an Fitch auf 15 Millionen. Rohr überdenkt seine Haltung und entscheidet sich, dieses illegale und unmoralische Angebot nicht anzunehmen. Fitch steht jedoch unter großem Druck durch seine Auftraggeber und überweist das Geld im letzten Moment, als sich die Jury schon zur Beratung zurückgezogen hat. Nick erhält eine Bestätigung der Zahlung, argumentiert aber bei den Beratungen der Jury mit großem Geschick und Engagement zugunsten der Klägerin.
Zur selben Zeit durchleuchtet Doyle, einer der Angestellten von Fitch, Nicks Vergangenheit. Er findet dessen wahren Namen – Jeff Kerr – heraus und dass dieser ein talentierter Jurastudent war und wie seine Freundin Gabby ursprünglich aus Gardner in Indiana stammt. In Gardner erfährt er, dass Gabbys Schwester bei einem Amoklauf an ihrer Schule vor vielen Jahren durch Schusswaffen ums Leben kam. Deshalb verklagte die Stadt Gardner den Pistolenhersteller, doch der Prozess ging vor allem durch die Tätigkeit von Fitch verloren, und die Stadt war danach bankrott. Doyle kommt zu dem Schluss, dass Nick und Marlee sich rächen wollen, und will Fitch warnen, doch es ist bereits zu spät.
Letztlich werden der Klägerin Celeste Wood gesonderter Schadensersatz in Höhe von einer Million Dollar und allgemeiner Schadensersatz von 110 Millionen Dollar zugesprochen.
Nach dem Prozess treffen Nick und Marlee in einer Kneipe auf Fitch. Sie zeigen ihm eine Kopie der Quittung für die 15 Millionen Dollar Bestechungsgeld und erklären Fitch, dass er sich von nun an im Ruhestand befinde: Wenn er irgendein Mandat annehme, und sei es wegen Falschparkens, würden sie ihn anzeigen. Auf die Nachfrage von Fitch, was beide jetzt mit dem Geld anfangen wollten, antworten diese, dass sie mit dem Geld die Opfer der Schießerei in der Stadt Gardner unterstützen würden.

## Synchronisation
Die deutsche Synchronisation entstand nach einem Dialogbuch von Alexander Löwe und unter der Dialogregie von Frank Schaff im Auftrag der Berliner Interopa Film GmbH.
| Darsteller           | Sprecher            | Rolle            |
| -------------------- | ------------------- | ---------------- |
| John Cusack          | Andreas Fröhlich    | Nicholas Easter  |
| Rachel Weisz         | Bettina Weiß        | Marlee           |
| Dustin Hoffman       | Joachim Kerzel      | Wendell Rohr     |
| Gene Hackman         | Hartmut Neugebauer  | Rankin Fitch     |
| Bruce Davison        | Reinhard Kuhnert    | Durwood Cable    |
| Bruce McGill         | Jürgen Kluckert     | Richter Harkin   |
| Cliff Curtis         | Torsten Michaelis   | Frank Herrera    |
| Gerry Bamman         | Norbert Gescher     | Herman Grimes    |
| Juanita Jennings     | Joseline Gassen     | Loreen Duke      |
| Stanley Anderson     | Jochen Schröder     | Henry Jankle     |
| Leland Orser         | Michael Pan         | Lamb             |
| Marguerite Moreau    | Ranja Bonalana      | Amanda Monroe    |
| Joanna Going         | Andrea Loewig       | Celeste Wood     |
| Andrea Powell        | Denise Gorzelanny   | Deborah          |
| Nick Searcy          | Lutz Schnell        | Doyle            |
| Guy Torry            | Jan-David Rönfeldt  | Eddie Weese      |
| Xuan van Nguyen      | Gunnar Helm         | Henry Wu         |
| Dylan McDermott      | Tom Vogt            | Jacob Woods      |
| Nestor Serrano       | Jan Spitzer         | Janovich         |
| Ned Bellamy          | Oliver Siebeck      | Jerome           |
| Luis Guzmán          | Gerald Paradies     | Jerry Hernandez  |
| Stuart Greer         | Peter Flechtner     | Kincaid          |
| Marcus Hester        | David Nathan        | Kyle Murphy      |
| Jeremy Piven         | Uwe Büschken        | Lawrence Green   |
| Bill Nunn            | Erich Räuker        | Lonnie Shaver    |
| Carol Sutton         | Astrid Bless        | Lou Dell         |
| Corri English        | Julia Ziffer        | Lydia Deets      |
| Rusty Schwimmer      | Almut Zydra         | Millie Dupree    |
| Celia Weston         | Sonja Deutsch       | Mrs. Brandt      |
| Joe Chrest           | Matthias Klages     | Owens            |
| Jason Davis          | Frank Schröder      | Phillip Savelle  |
| Peter Jurasik        | Frank-Otto Schenk   | Professor Phelan |
| Ted Manson           | Peter Groeger       | Pulaski          |
| Eric Paulsen         | Helmut Gauß         | Reporter #1      |
| Michelle M. Miller   | Franziska Pigulla   | Reporterin #2    |
| Rhoda Griffis        | Karin David         | Rikki Coleman    |
| Orlando Jones        | Charles Rettinghaus | Russell          |
| Henry Darrow         | Thomas Hailer       | Sebald           |
| Nora Dunn            | Katharina Koschny   | Stella Hulic     |
| Fahnlohnee R. Harris | Tanja Geke          | Sylvia Deshazo   |
| Afemo Omilami        | Michael Telloke     | Taxifahrer       |
| Barret O’Brien       | Karlo Hackenberger  | Techie           |
| Jennifer Beals       | Silvia Mißbach      | Vanessa Lembeck  |

## Ausstrahlung in Deutschland
Im deutschen frei empfangbaren Fernsehen lief der Film erstmals am 12. November 2006 auf ProSieben. Die Ausstrahlung verfolgten insgesamt 2,59 Millionen Zuschauer bei einem Marktanteil von 7,6 Prozent. In der werberelevanten Zielgruppe lag der Marktanteil bei 13,0 Prozent.

## Trivia
- Der Film basiert auf einem Buch von John Grisham, in dem es jedoch um die Klage gegen einen Tabakhersteller geht. Um sich von der vier Jahre zuvor entstandenen Produktion Insider abzuheben, wurde die Handlung abgeändert und die Waffenindustrie als beklagte Branche inszeniert. Im Unterschied zum Film führt Marlee im Buch ein Shortselling mit den Aktien der Tabakfirmen durch mit den Millionen von Fitch als Sicherheit. Durch die entstehenden Kursverluste erzielt sie einen Millionengewinn und überweist die ursprüngliche Bestechungssumme wieder zurück an Fitch.[5]
- John Cusack und Jeremy Piven stehen in diesem Film zum zehnten Mal gemeinsam vor der Kamera. Gene Hackman und Dustin Hoffman sind in dieser Produktion jedoch erstmals gemeinsam zu sehen, obwohl sie bereits seit 1956 Freunde sind und Klassenkameraden im Pasadena Playhouse waren – einem historischen Theater im kalifornischen Pasadena, wo sie beide als „Least Likely to Succeed“ (in etwa: „wahrscheinlich erfolglos bleibend“) bewertet wurden.[5]
- Ursprünglich waren alternative Besetzungen der Rollen geplant. So sollte Edward Norton als Nick Easter, Sean Connery als Rankin Fitch und Gwyneth Paltrow als Marlee auftreten, für die ebenso Bridget Moynahan und Amanda Peet im Gespräch waren.[5]
- Die Geschworene Lydia Deets (Corri English), die im Gothic-Stil gekleidet auftritt, stellt eine Anspielung auf Winona Ryders Rolle als Lydia Deitz aus Beetlejuice dar.[5]
- Obwohl der Film in New Orleans im US-Bundesstaat Louisiana spielt, wird der Prozess nicht nach dem in diesem Staat üblichen kontinentaleuropäischen Civil Law verhandelt, sondern nach dem angloamerikanischen Common Law, was eigentlich auf Grund der Rechtsordnung Louisianas gar nicht möglich wäre.

## Kritiken
„Der von überzeugenden Darstellern getragene Film verdichtet sich mitunter zu einem dichten Paranoia-Thriller, der mit den Mitteln des Populärkinos eine durchaus liberale politische Botschaft transportiert.“

„Die Filmindustrie hat ein neues Lieblingsmotiv für sich entdeckt: Gewalt durch Schusswaffen. So allgegenwärtig diese Thematik derzeit ist, so sehr unterscheiden sich die einzelnen Filme auch. Die beiden Extreme sind mit Gus van Sants kompromisslosem Drama Elephant auf der einen und Michael Moores satirischer Pseudo-Dokumentation Bowling For Columbine auf der anderen Seite abgesteckt. Irgendwo dazwischen reiht sich Gary Fleders starbesetzter Justiz-Thriller Das Urteil ein.“

„Die Starbesetzung mit Dustin Hoffman, Gene Hackman und in erster Linie (wieder einmal) John Cusack machen ihren Job mehr als gut, sie [machen] aus dem guten Drehbuch einen spannenden Film, der auch mit einigen Überraschungen aufwarten kann. Wieder einmal lernt man nebenbei auch ein bißchen mehr über die Tücken und Möglichkeiten des US-amerikanischen Rechtssystems.“

## Auszeichnungen
Der Film war 2004 für einen Edgar Allan Poe Award (Best Motion Picture Screenplay), einen  Golden Trailer Award und einen Political-Film-Society-Award (Democracy) nominiert, konnte aber keine der Auszeichnungen gewinnen. Die Deutsche Film- und Medienbewertung (FBW) in Wiesbaden verlieh dem Film das Prädikat besonders wertvoll.